# Prometeu (satélite)

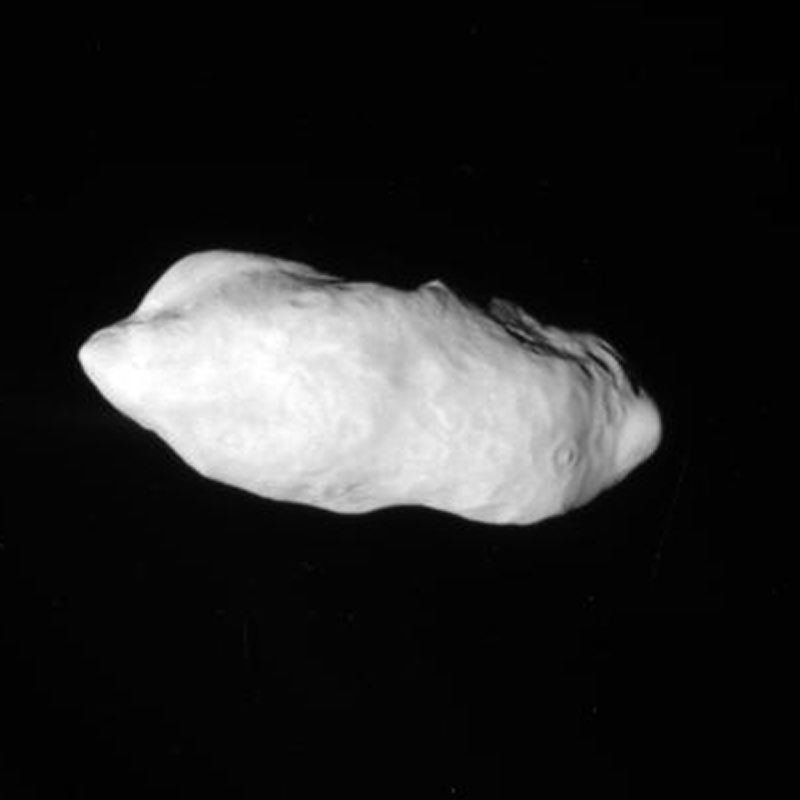
Imagem de Prometeu obtida pela Cassini–Huygens em 26 de dezembro de 2009.

Prometeu é um dos satélites de Saturno conhecidos. Foi descoberto por S. Collins em 1980, através de fotos enviadas pela sonda espacial Voyager 1. Prometeu é um satélite pastor do limite interior do anel F. Apesar de seu pequeno tamanho, Prometeu provoca oscilações na estrutura do Anel F, que é mantido pela gravidade de Saturno.
Recebeu a designação provisória S/1980 S 27, e também é chamado de Saturno XVI.
Prometeu possui uma forma bastante alongada, seu diâmetro é de aproximadamente 136 km x 79 km x 59 km. Este satélite orbita a uma distância média de 139.380 km de Saturno.
A origem do nome vem da Mitologia Grega, na história do personagem Prometeu, que rouba o fogo dos deuses para entregá-lo aos homens e por isso é condenado por Zeus a ficar aprisionado no Cáucaso. Enquanto estava acorrentado, uma águia vinha lhe bicar o fígado que era regenerado no dia seguinte, como castigo por roubar um privilégio exclusivo dos deuses e entregá-lo aos mortais.
1. ↑  «Prometeu - Satélite de Saturno - Site Astronomia». www.siteastronomia.com. Consultado em 25 de maio de 2016